# Cesina
Cesina ist der Name einer italienischen Familie langobardischer Herkunft.

## Herkunft
Die Familie Cesina hat ihren Nachnamen vom Lehen und war Vasall der langobardischen Herzöge des Herzogtum Benevent. Ursprünglich war das Lehen ein Waldgebiet, das zum Holzschneiden bestimmt war und später in ein landwirtschaftliches Feld umgewandelt wurde. Es wurde 664 als Belohnung für den Vasallen vom langobardischen König Grimoald gegründet.

Eine Karte von Italien, die das Fürstentum Capua zeigt, wie es 1000 erschien

Das Lehen Cesina gehörte ursprünglich zum Gastaldat von Aquino, das das gesamte Gebiet von Cassino kontrollierte, und hatte eine erhebliche strategische Bedeutung für die Bewachung der Grenzen des Herzogtum Benevent. Später wurde es in das Gastaldat von Teano aufgenommen. Die Vasallen bewahrten das Lehen für die Herzöge und dann die Fürsten von Benevent, bis 883 das Gebiet durch die Ankunft der Sarazenen zerstört wurde, die auf Einladung von Docibilis I, Herzog von Gaeta, der die Abtei von Montecassino zerstörte, aus Agropoli kamen. Die Überlebenden suchten Zuflucht in Presenzano. Nach der Schlacht von Garigliano im Jahr 915 wurde das Lehen in das Fürstentum Capua aufgenommen.
1019 wurde das Lehen vom Abt von Montecassino Atenulf beansprucht, der von seinem Bruder, dem langobardischen Pandulf IV., Fürst von Capua, die Rückgabe beantragte.

Mit dem Ende des Herzogtums Benevent im Jahr 1077, das von den Normannen unter der Führung Robert Guiskards erobert und zu ihrer Grafschaft Sizilien hinzugefügt wurde, wurde das Lehen Eigentum der Familie Di Sangro, der Erben der Grafen von Marsi.

## Familienmitglieder
- Giuseppe Cesina, von 1678 bis 1688 Sekretär des Königreich Sizilien, im Dienst der Vizekönige von Sizilien unter König Karl II. Von Spanien.[7]
- Giovanni Giacomo Cesina, geboren in Bosco, Principato Citra, Königreich Neapel, Doktor der Rechtswissenschaften, 1724[8]
- Eugenio Cesina, Assessor von Venedig im Jahr 1848, Zeuge des Verhörs des italienischen Patrioten Daniele Manin im Gefängnis.[9]